# Dolichoderus australis
Dolichoderus australis é uma espécie de formiga do gênero Dolichoderus.